# Episodi di Interviste mai viste (prima stagione)
La prima stagione della serie televisiva Interviste mai viste, composta da 13 episodi, è stata trasmessa in Gran Bretagna, da ITV, dal 1º ottobre al 25 dicembre 2003.
In Italia la stagione è stata trasmessa dal 3 novembre al 15 dicembre 2005 su Paramount Comedy.
| nº | Titolo originale      | Titolo italiano        | Prima TV Gran Bretagna | Prima TV Italia |
| -- | --------------------- | ---------------------- | ---------------------- | --------------- |
| 1  | The Circus            | Il circo               | 1 ottobre 2003         |                 |
| 2  | Pets At The Vets      | Dal veterinario        | 1 ottobre 2003         |                 |
| 3  | Working Animals       | Animali al lavoro      | 18 giugno 2003         |                 |
| 4  | The Sea               | Il mare                | 12 ottobre 2003        |                 |
| 5  | The Garden            | Il giardino            | 19 ottobre 2003        |                 |
| 6  | Feeding Time          | Ora di pranzo          | 26 ottobre 2003        |                 |
| 7  | The Beach             | La spiaggia            | 2 novembre 2003        |                 |
| 8  | The Pet Sho           | Nel negozio di animali | 9 novembre 2003        |                 |
| 9  | What's It All About?  | Evoluzione             | 16 novembre 2003       |                 |
| 10 | Being A Bird          | Essere un uccello      | 23 novembre 2003       |                 |
| 11 | Is Anyone Ouyt There? | C'è qualcuno lassù?    | 30 novembre 2003       |                 |
| 12 | Cats Or Dogs?         | Gatti o cani           | 7 dicembre 2003        |                 |
| 13 | Merry Christmas       | Buon Natale            | 25 dicembre 2003       |                 |